# Part de transferència de missatges
La part de transferència de missatges (MTP) forma part del sistema de senyalització 7 (SS7) utilitzat per a la comunicació en xarxes telefòniques commutades públiques. MTP és responsable del transport fiable, no duplicat i en seqüència de missatges SS7 entre socis de comunicació.
MTP es defineix formalment principalment a les recomanacions ITU-T Q.701, Q.702, Q.703, Q.704 i Q.705. Les proves per a l'MTP s'especifiquen a les recomanacions ITU-T Q.781 per a MTP2 i a Q.782 per a MTP3. Aquestes proves s'utilitzen per validar la correcta implementació del protocol MTP.
Els diferents països utilitzen diferents variants dels protocols MTP. A Amèrica del Nord, l'estàndard formal seguit és ANSI T1.111. A Europa, els protocols nacionals MTP es basen en ETSI EN 300-0088-1.

## Nivells funcionals
La pila SS7 es pot separar en quatre nivells funcionals: El nivell 1 al nivell 3 inclou l' MTP i el nivell 4 l'usuari MTP. MTP Level 3 és de vegades abreujat MTP3; MTP Nivell 2, MTP2. MTP i SCCP es coneixen conjuntament com a part de servei de xarxa (NSP).
No hi ha mapes un a un dels nivells MTP 1 al 3 al model OSI. En canvi, MTP proporciona la funcionalitat de les capes 1, 2 i part de la capa 3 al model OSI. La part de la capa 3 del model OSI que MTP no proporciona, la proporciona SCCP o altres parts de nivell 4 (usuaris de MTP).

### Nivell funcional d'enllaç de dades de senyalització
El nivell 1 de MTP es descriu a la Recomanació ITU-T Q.702 i proporciona el nivell funcional de l'enllaç de dades de senyalització per als enllaços de senyalització de banda estreta. Per als enllaços de senyalització de banda ampla, la Recomanació ITU-T Q.2110 o Q.2111 descriu la funció d'enllaç de dades de senyalització.

### Enllaç de senyalització Nivell funcional
El nivell 2 de MTP es descriu a la Recomanació ITU-T Q.703 i proporciona el nivell funcional de l'enllaç de senyalització per als enllaços de senyalització de banda estreta. Per als enllaços de senyalització de banda ampla, la Recomanació ITU-T Q.2140 i Q.2210 descriuen la funció d'enllaç de senyalització anomenada MTP3b. El nivell funcional de l'enllaç de senyalització també es pot proporcionar mitjançant el protocol SIGTRAN M2PA descrit a la RFC 4165.

### Nivell funcional de la xarxa de senyalització
El nivell 3 de MTP es descriu a la Recomanació ITU-T Q.704 i proporciona el nivell funcional de la xarxa de senyalització per als enllaços de senyalització de banda estreta i, amb només modificacions menors descrites a la Recomanació ITU-T Q.2210, per als enllaços de senyalització de banda ampla. Les funcions del nivell 3 de MTP també es poden substituir pel servei de transport de senyalització genèric descrit a la Recomanació ITU-T Q.2150.0 tal com proporciona MTP3b (Q.2150.1 ), SSCOP o SSCOPMCE (Q.2150.2 ) o SCTP (Q.2150.3). Les funcions MTP de nivell 3 també es poden proporcionar utilitzant el protocol IETF SIGTRAN M3UA, descrit a RFC 4666, en mode IPSP.

### Usuaris MTP
El nivell 4 consta d' usuaris MTP. La resta de components de la pila SS7 són tots directament, o indirectament, usuaris MTP. Alguns exemples de parts del nivell 4 són SCCP, ISUP, TUP i, al Regne Unit, IUP. Els serveis que l' MTP proporciona a MTP Nivell 4 (és a dir, MTP als usuaris de MTP) es descriuen a la Recomanació ITU-T Q.701.775148760.